# Audrey C. Delsanti
Audrey Delsanti  (pronunciación en francés: /odʁɛ dɛlsɑ̃ti/; 27 de agosto de 1976) es una astrónoma y descubridora de planetas menores en el Observatorio de La Silla, de ESO, en Chile. 
El Centro de Planeta Menor le acredita el descubrimiento de dos planetas menores, pero le da erróneamente el crédito a "A. Dalsanti" por el objeto trans-neptuniano (40314) 1999 KR16, el cual ella co-descubrió en 1999. [cita requerida]
En 2004, recibió la beca postdoctoral de la NASA en astrobiología en el Instituto para Astronomía de la Universidad de Hawái en Honolulu.